# Hendriksholm Sogn
Hendriksholm Sogn er et sogn i Rødovre-Hvidovre Provsti (Helsingør Stift). Sognet ligger i sydenden af Rødovre Kommune (indtil Kommunalreformen i 1970 i Sokkelund Herred (Københavns Amt) og udgør den del af kommunen der ligger syd for Roskildevej.